# The Mark, Tom, and Travis Show (The Enema Strikes Back!)
The Mark, Tom, and Travis Show (The Enema Strikes Back!) je jedini službeni live album američkog punk sastava Blink-182. Objavljen je u studenom 1999. te je izdan u samo milijun primjeraka. Album sadrži pjesme s njihova tri prethodna studijska albuma: Cheshire Cat, Dude Ranch i Enema of the State. Jedina nova pjesma je Man Overboard koja je ubrzo postala singl.

## Popis pjesama
1. Dumpweed - 2:53
2. Don't Leave Me - 2:38
3. Aliens Exist - 3:43
4. Family Reunion - 0:51
5. Going Away to College - 3:40
6. What's My Age Again? - 3:18
7. Rich Lips - 3:35
8. Blew Job - 0:41
9. Untitled - 3:07
10. Voyeur - 3:28
11. Pathetic - 2:51
12. Adam's Song - 4:35
13. Peggy Sue - 3:47
14. Wendy Clear - 4:09
15. Carousel - 3:38
16. All The Small Things - 3:35
17. Mutt - 3:39
18. The Country Song - 1:00
19. Dammit - 3:05
20. Man Overboard - 2:46

## Top liste

### Album
| Godina | Top lista           | Pozicjia |
| ------ | ------------------- | -------- |
| 2000.  | Billboard 200       | 8        |
| 2000.  | Top Canadian Albums | 4        |
| 2000.  | Top Internet Albums | 16       |